# Lipotriches odontostoma
Lipotriches odontostoma là một loài Hymenoptera trong họ Halictidae. Loài này được Cockerell mô tả khoa học năm 1941.